# Анкудінов Андрій Євгенович
Андрій Євгенович Анкудінов (рос. Андрей Евгеньевич Анкудинов; 11 лютого 1991, м. Свердловськ, Росія) — російський хокеїст, правий нападник. Виступає за «Спартак» (Москва) у Континентальній хокейній лізі.
Вихованець хокейної школи «Салават Юлаєв» (Уфа). Виступав за «Салават Юлаєв-2» (Уфа), «Толпар» (Уфа), «Торос» (Нефтекамськ).
У складі юніорської збірної Росії учасник чемпіонату світу 2009.
Досягнення
- Чемпіон ВХЛ (2012)
- Срібний призер юніорського чемпіонату світу (2009).